# Merzak Allouache

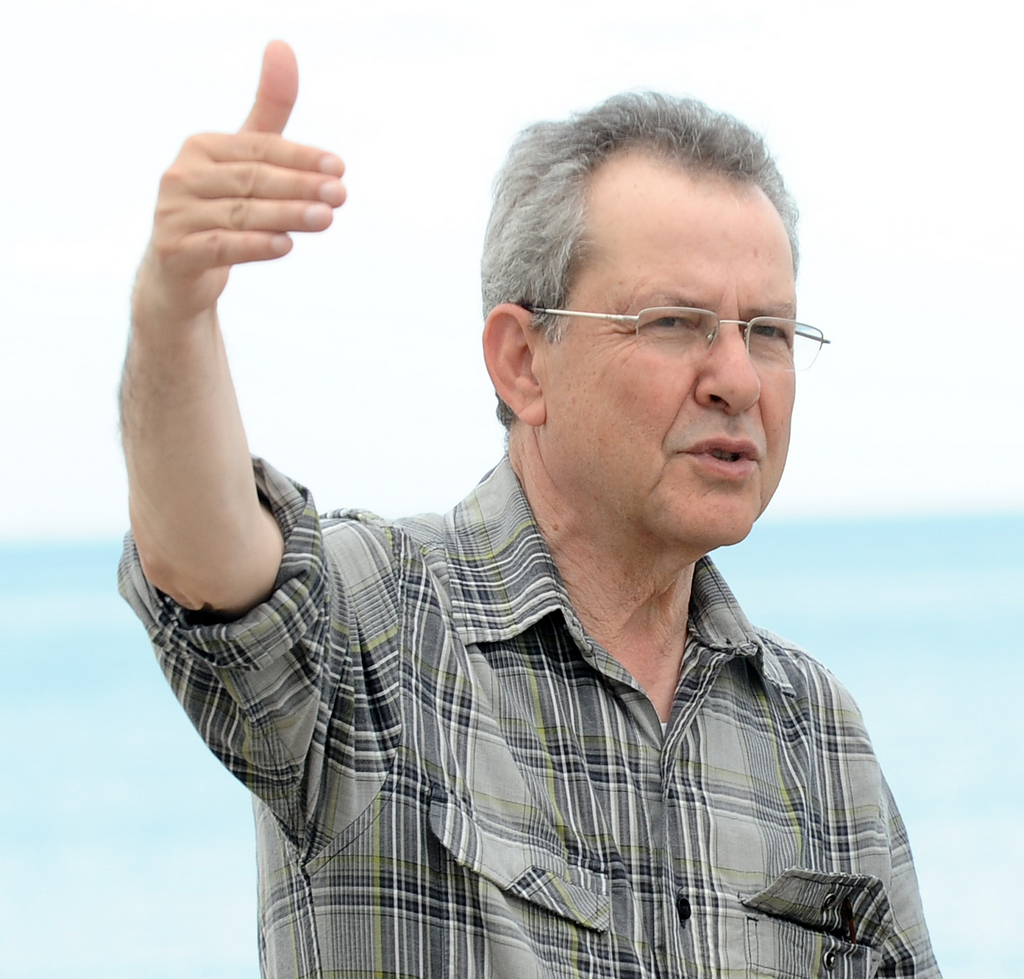
Merzak Allouache, 2017

Merzak Allouache (* 6. Oktober 1944 in Algier) ist ein algerischer Filmregisseur, Dokumentarfilmer und Drehbuchautor.

## Leben
Allouache studierte 1964 bis 1967 am Institut National du Cinéma in Algier sowie an der Filmhochschule IDHEC in Paris. Danach studierte er Filmtheorie an der École pratique des hautes études in Paris. Er war Regieassistent bei Mohamed Slim Riad und 1972 bis 1974 Berater im Kulturministerium. Bereits mit seinem Debütspielfilm Omar Gatlato bewegte er sich thematisch zwischen Frankreich und Algerien. Seine Filme wurden auf zahlreichen internationalen Festivals präsentiert, zuletzt Tahqiq Fel Djenna (Investigating Paradise) bei der Berlinale 2017. Der Film gewann dort den Preis der Ökumenischen Jury in der Sektion „Panorama“.

## Filmografie (Auswahl)
- 1974: Nous et la révolution agraire[1]
- 1975: Tipaza, l’ancienne[1]
- 1977: Omar Gatlato[1]
- 1978: Moughamarat Batal
- 1982: L’homme qui regardait les fenêtres[1]
- 1986: Un Amour à Paris[1]
- 1988: L’Après Octobre[1]
- 1989: Femmes en mouvement[1]
- 1991: Voices of Ramadan[1]
- 1994: Bab el-Oued City[1]
- 1995: Lumière et compagnie[1]
- 1996: Salut Cousin![1]
- 1998: Alger-Beyrouth: Pour memoire[1]
- 2001: Die andere Welt (L’autre monde)
- 2003: Chouchou
- 2005: Bab El Web
- 2008: Schatten der Wüste (Tamanrasset)
- 2009: Harragas
- 2010: Tata Bakhta (Fernsehfilm)
- 2012: El-Taïb (The Repentant)
- 2013: Esstouh (The Rooftops)
- 2015: Madame Courage[2]
- 2017: Tahqiq Fel Djenna (Investigating Paradise)
- 2018: RIH RABANI[3]